# Četverec s krmarjem
Četverec s krmarjem je tip čolna in veslaška disciplina pri športnem veslanju.
Čoln je blikovan tako, da v njem eden za drugim sedijo štirje veslači, ki čoln poganjajo s štirimi  vesli, v čolnu pa je še peti član posadke, imenovan krmar, ki skrbi za popravljanje smeri čolna. Krmar smer čolna uravnava s smernim krmilom, v čolnu pa lahko sedi bodisi spredaj, bodisi zadaj. Disciplina, v kateri tekujejo podobni čolni brez krmarja se imenuje četverec brez krmarja. Podoben čoln je tudi dvojni četverec, v katerem pa veslači čoln poganjajo s štirimi pari vesel.
Čoln za četverec s krmarjem je podolgovat in ozek, v prerezu pa je polkrožen. Taka oblika čolna je pomembna zaradi čim manjšega vodnega upora. Čoln ima običajno proti zadnjemu delu v vodi enojni stabilizator, ki skrbi za uravnavanje smeri ter pokončno stabilnost, krmar pa lahko z njim upravlja preko posebne ročice v notranjosti čolna. Sprva so bili čolni narejeni iz lesa, danes pa jih izdelujejo iz kompozitnih materialov (običajno iz plastike, ojačane z ogljikovimi vlakni). Sodobni čolni so tako znatno lažji in bolj trpežni od starih. 
Četverec s krmarjem je bil na sporedu Olimpijskih iger od začetka pa vse do leta 1992, ko so ga umaknili s sporeda. Mednarodna veslaška zveza disciplino danes priznava na Evropskih in Svetovnih prvenstvih.